# Inariyamski kofun
Inariyamski kofun (稲荷山古墳, いなりやまこふん、埼玉稲荷山古墳) je grobna gomila oblika ključanice kofun, zenpō-kōen-fun. Nalazi se u Gyōdi u Saitami. Jedna od devet kofuna grupiranih u gradu. Radi izbjegavanja zabuna, ponekad ju se naziva Saitamski inariyamski kofun, jer ima kofuna istog imena u drugim regijama.
Ova grobna gomila je najstarija divovska grobna gomila u skupu Saitamskih kofuna.
Puna dužina grobnice 120 meara i druga je po dužini u prefekturi poslije Futagoyamskog kofuna. Širina i visina prednje četvrtaste sekcije je 74 m i 10,7 m, respektivno. Promjer i visina stražnje, kružne sekcije je 62 m i 11,7 m, respektivno.Inariyamski mač je ovdje iskopan 1968. i ima u zlatu ugravirani napis od više od 115 kineskih znakova, što se smatralo važnim povijesnim otkrićem. Mač se čuva u Muzeju saitamskih drevnih kofuna prefekture Saitame (埼玉県立さきたま史跡の博物館 ) i proglašen je japanskim nacionalnim blagom.